# 4e bataillon (régiment de défense de l'Ulster)
Pour les articles homonymes, voir 4e bataillon.
Le 4e bataillon (comté de Fermanagh) du régiment de défense de l'Ulster (4 UDR) a été formé en 1970 et fait partie des sept bataillons originaux spécifiés dans la loi de 1969 sur le régiment de défense d'Ulster, qui a reçu la sanction royale le 18 décembre 1969 et est entrée en vigueur le 1er janvier 1970,. Il a été fusionné avec le 6e bataillon du régiment de défense d'Ulster en 1992 pour former le 4e/6e bataillon du régiment de défense d'Ulster.

## Histoire
Avec les six autres bataillons d'origine, le 4 UDR est devenu opérationnel le 1er avril 1970.
Le premier major d'instruction (TISO) était le major KW Battison des Royal Welch Fusiliers. Une partie de son travail consistait à trouver des logements pour les différentes compagnies du nouveau bataillon et, dans la mesure du possible, des logements furent recherchés dans les bases de l'armée. Les anciennes cabanes de peloton de l'Ulster Special Constabulary étaient vacantes et disponibles, mais leur utilisation aurait mis en évidence la continuité du personnel entre les B Specials et l'UDR. Le taux d'occupation a atteint 87 % dans le 4e bataillon, le plus élevé de tous les bataillons de l'UDR.
Le bataillon était initialement basé dans les toilettes pour dames du centre de l'armée territoriale à Enniskillen, mais il a été déplacé aux casernes de Grosvenor, Coleshill, Enniskillen, où une nouvelle caserne "renforcée" a finalement été construite, en partie sous terre, pour résister aux attaques de mortier. La caserne modifiée a été inaugurée par Gerald Grosvenor, 6e duc de Westminster (qui avait des liens familiaux et militaires de longue date avec la région) en 1991.
La plupart des patrouilles des casernes de Grosvenor partaient en hélicoptère ou en bateau. En raison du risque d'embuscade, les véhicules n'étaient utilisés que dans la zone urbaine autour d'Enniskillen. Le comté de Fermanagh est entouré sur trois côtés par la république d'Irlande. Les patrouilles en bateau étaient fréquentes car le comté contient le Lough Erne.

## Intimidations
Les soldats protestants comme les soldats catholiques ont été intimidés pour qu'ils quittent le régiment. Cependant, à la suite de l'introduction de l'internement, de plus en plus de soldats catholiques sont victimes d'intimidations au sein de leur propre communauté. À Enniskillen, un membre de la V guard était catholique. Certains de ses voisins sont venus chez lui aux petites heures du matin et l'ont battu, tout en lui frottant le visage avec une brosse dure. C'était un homme frêle, mais il a été battu à mort et son visage a été gravement endommagé par la brosse. Il a démissionné du bataillon le lendemain.

## Victimes
- Le 1er mars 1971, Thomas Fletcher (compagnie A), âgé de 43 ans, est enlevé à son domicile de Frevagh, près de Garrison, dans le comté de Fermanagh, et tué à une courte distance de là, après avoir essuyé 22 coups de feu, en présence de sa femme[9]. Dans les cinq jours qui suivirent, d'autres soldats du 4e bataillon qui vivaient dans la région de Garrison et avaient été menacés par l'IRA, abandonnèrent leurs maisons et leurs fermes près de la frontière[9].
- Le 3 septembre 1971, le soldat Frank Veitch, âgé de 23 ans, (compagnie B) agriculteur, est de service devant le poste de police de Kinawley. Il a été tué par cinq coups de feu tirés depuis une voiture qui passait par là. Il est le premier soldat du 4e bataillon à être tué et le deuxième du régiment à être tué au combat[10].
- Soldat de deuxième classe Tommy. R. Bullock 53 ans (Compagnie C), 21 septembre 1972. L'IRA a tiré sur lui et sa femme alors qu'ils regardaient la télévision à la maison. Les hommes armés ont enjambé son corps et sont entrés à l'intérieur pour tuer son mari[11].

## Personnel important
- Catégorie:Soldats du régiment de défense de l'Ulster
- Catégorie:Officiers du régiment de défense de l'Ulster

## Voir également
- Liste des bataillons et des sites du régiment de défense d'Ulster